# Neomicrocalamus dongvanensis
Neomicrocalamus dongvanensis är en gräsart som beskrevs av To Quyen Nguyen. Neomicrocalamus dongvanensis ingår i släktet Neomicrocalamus och familjen gräs. Inga underarter finns listade i Catalogue of Life.